# Bradley Cooper
Pour les articles homonymes, voir Cooper.
Bradley Cooper est un acteur, réalisateur, producteur et chanteur américain né le 5 janvier 1975 à Abington Township (Pennsylvanie).
Après une progression discrète à la télévision durant quelques années, il est révélé dans un registre comique par un second rôle dans la comédie Serial noceurs (2005), et surtout par son rôle de playboy dans la trilogie Very Bad Trip (2009-2013), réalisée par Todd Phillips. Il joue ensuite dans les films d'action L'Agence tous risques de Joe Carnahan (2010) et Limitless de Neil Burger (2011). Sa collaboration avec le réalisateur David O. Russell lui permet d'accéder à la consécration : Il est nommé à l'Oscar du meilleur acteur et à l'Oscar du meilleur acteur dans un second rôle pour ses performances dans la comédie dramatique Happiness Therapy (2012) et dans le film policier American Bluff (2013), face à sa fréquente partenaire à l'écran, Jennifer Lawrence.
Bradley Cooper incarne également des personnages complexes dans les films The Place Beyond the Pines de Derek Cianfrance (2013) et American Sniper de Clint Eastwood (2014), où son interprétation du tireur d'élite Chris Kyle lui vaut une nouvelle sélection pour l'Oscar du meilleur acteur. Depuis 2014, il prête aussi sa voix à Rocket Raccoon dans Les Gardiens de la Galaxie, l'un des héros de la franchise Marvel. 
En 2018, il réalise son premier film A Star Is Born, dans lequel il met en scène la chanteuse Lady Gaga. Cinq ans plus tard, il revient à la réalisation avec le biopic Maestro pour lequel il incarne le chef d'orchestre Leonard Bernstein, aux côtés de l'actrice Carey Mulligan.

## Biographie

### Famille
Bradley Charles Cooper est le fils de Charles Cooper (1939-2011) et Gloria Campano (née en 1958), Américains respectivement d'ascendance irlandaise et italienne (le grand-père maternel était un policier de Naples). Il a une sœur aînée, Holly, et a été élevé dans la religion catholique[réf. nécessaire].

### Premiers pas
Bradley Cooper parle couramment français car il a passé une partie de son enfance à Neuchâtel, en Suisse, puis à Aix-en-Provence au cours d'un échange scolaire de six mois durant ses études de lettres à l'université.
Il est diplômé de l'université de Georgetown et a étudié à l'Actors Studio de New York.

### Débuts et progression discrète (1999-2009)
Après ses études, Bradley Cooper se lance dans le métier d'acteur. En 1999, il est découvert dans un épisode de la série télévisée Sex and the City aux côtés de Sarah Jessica Parker. Le créateur de la série, Darren Star, le repère et lui confie un rôle récurrent dans son prochain projet : The Street, qui traite du monde de la finance, mais la série est annulée au bout d'une seule et unique saison, en 2001.
Entre 2000 et 2001, il présente huit épisodes de la série documentaire britannique Treks in a Wild World, dont certaines séquences sont reprises dans des épisodes collectifs de la série documentaire britannique Planète insolite,,,.
Cela lui suffit pour décrocher la saison suivante un rôle principal dans la série d'espionnage Alias, de J. J. Abrams aux côtés de Jennifer Garner et Michael Vartan. Entre 2001 et 2003, il incarne Will Tippin, le meilleur ami de Sydney Bristow.
Son personnage disparaît à la fin de la seconde saison, et ne réapparaît qu'une fois dans la saison 3, puis au 100e épisode, durant la dernière année de la série.
En 2004, il interprète des rôles secondaires dans diverses séries télévisées : le thriller fantastique Les Forces du mal, portée par Jeffrey Donovan et Vera Farmiga, puis la série pour adolescents Jack et Bobby, créée par Greg Berlanti. Les deux fictions, malgré de bons retours critiques, ne font pas assez d'audience, et sont privées de saison 2. Parallèlement à la télévision, il débute au cinéma dans la comédie Wet Hot American Summer de David Wain, sortie en 2001. Le film est un échec critique et commercial, mais devient progressivement culte aux États-Unis.
Il poursuit dans le registre comique avec Serial noceurs, aux côtés de Vince Vaughn et Owen Wilson, avant de se voir confier par Darren Star le rôle principal de la sitcom Kitchen Confidential, avec Nicholas Brendon et Owain Yeoman. Les audiences ne sont cependant pas satisfaisantes pour la chaîne FOX, qui arrête la diffusion de la série dès le quatrième épisode.
Sa prestation dans Serial noceurs lui permet néanmoins d'enchaîner les seconds rôles dans des comédies populaires. En 2006, il apparaît dans Playboy à saisir avec Matthew McConaughey et Sarah Jessica Parker. Il tourne en 2007 dans The Comebacks, et l'année suivante dans The Rocker de Peter Cattaneo, où il côtoie notamment une jeune Emma Stone. En 2009, il joue l'un des meilleurs amis du héros incarné par Jim Carrey dans Yes Man de Peyton Reed.
Entre-temps, Bradley Cooper décroche également un rôle plus important dans le drame Older than America (en), de Georgina Lightning, et il est le personnage principal d'un thriller horrifique salué par la critique, The Midnight Meat Train de Ryūhei Kitamura. Dans ce film, il a pour partenaires Leslie Bibb et Brooke Shields. Entre 2007 et 2009, il campe un acteur arrogant dans la 5e saison de la série Nip/Tuck.

### Révélation (2009-2012)

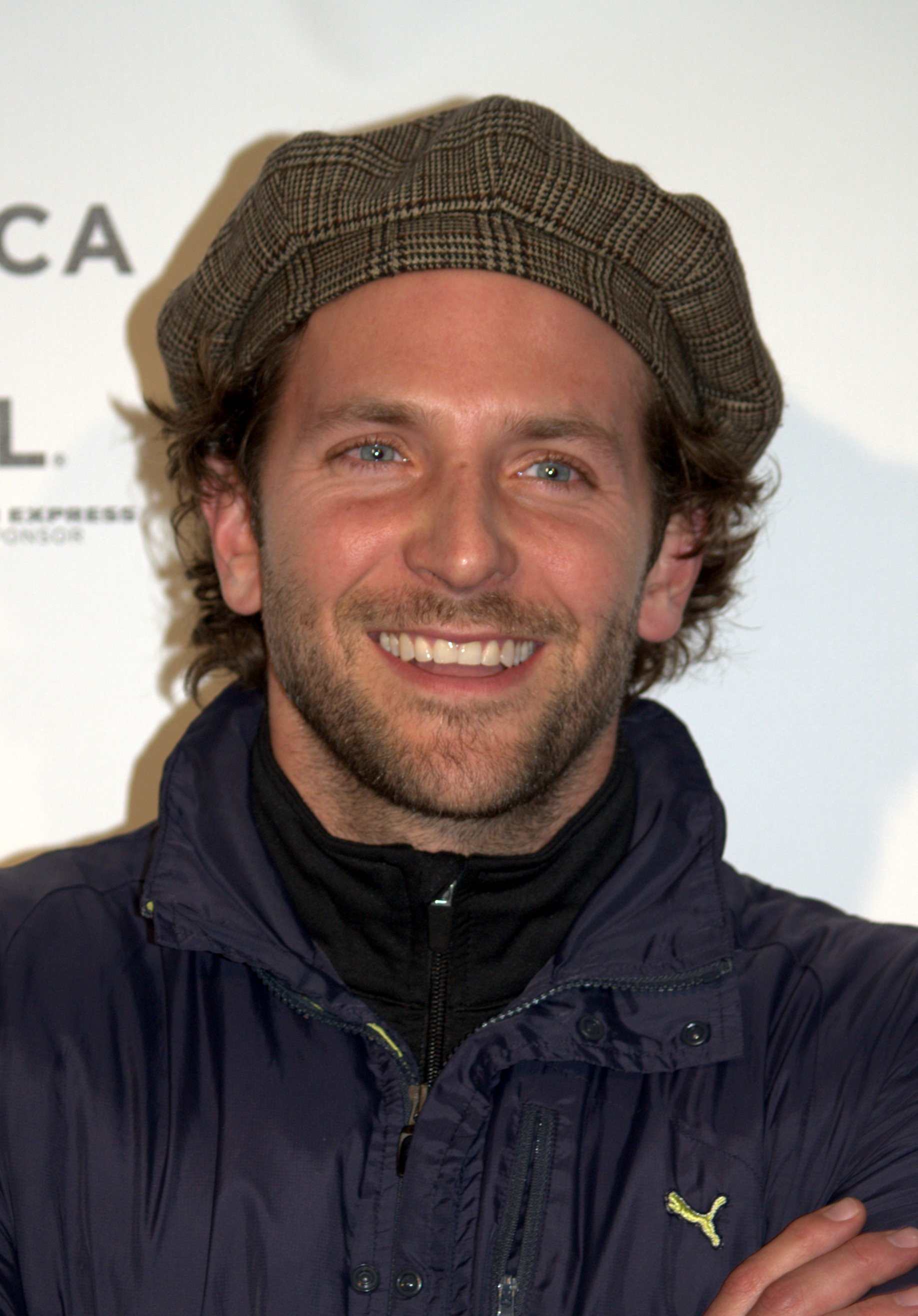
Bradley Cooper au festival du film de Tribeca en 2009.

L'année 2009 marque un tournant. Bradley Cooper fait partie du casting de la comédie romantique Ce que pensent les hommes de Ken Kwapis, où il partage l'affiche avec Scarlett Johansson, Jennifer Aniston ou encore Ben Affleck. Puis, il rencontre le succès avec la comédie Very Bad Trip durant l'été. Le film rapporte 277 millions de dollars, pour un budget initial d'environ 30 millions de dollars.
En fin d'année, il joue dans la comédie romantique All About Steve de Phil Traill, où il donne la réplique à la star Sandra Bullock. Le film est un échec critique et commercial et passe inaperçu. En 2010, il apparaît dans le film d'épouvante de Christian Alvart, Le Cas 39, avec Renée Zellweger. Il est à nouveau à l'affiche d'une comédie romantique chorale, Valentine's Day, où il retrouve son ancienne partenaire Jennifer Garner et où il donne la réplique à Julia Roberts.
Bradley Cooper confirme son statut de valeur montante avec le blockbuster d'action L'Agence tous risques, dont il partage l'affiche avec Liam Neeson et Jessica Biel, qu'il a côtoyée dans Valentine's Day. Toutefois, malgré des critiques mitigées et un box-office très décevant, il enchaîne l'année suivante avec le thriller Limitless, dans lequel il joue le personnage principal, face à Robert De Niro. Il en est également le producteur exécutif.
Toujours en 2011, il est élu « Sexiest Man Alive 2011 », soit « L'homme vivant le plus sexy », par le magazine américain People. Il reprend son rôle de Phil dans la comédie Very Bad Trip 2, qui rencontre à nouveau un succès commercial.

### Confirmation critique (2012-2014)

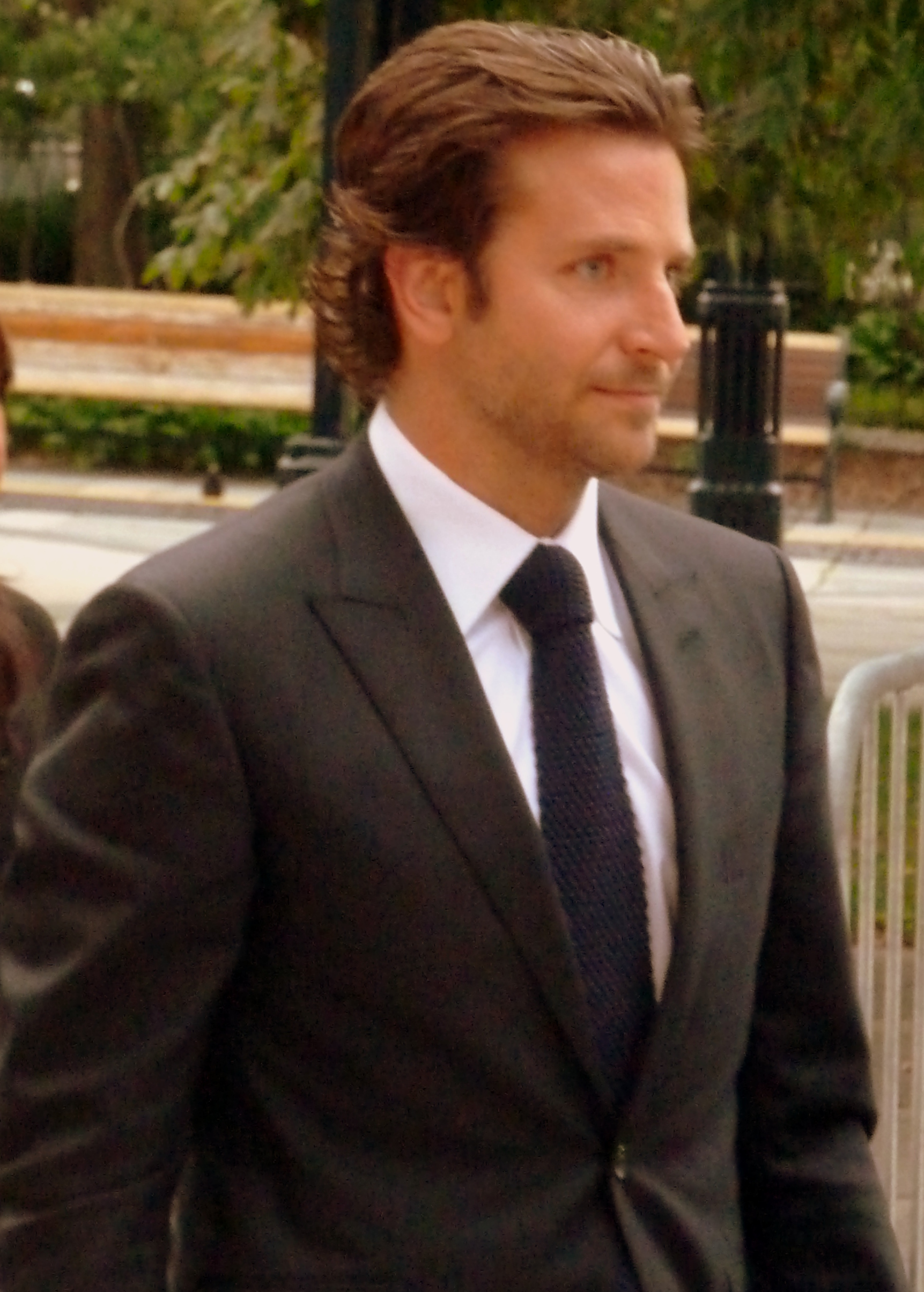
Bradley Cooper au festival international du film de Toronto 2012 pour Happiness Therapy.

Si le drame The Words de Brian Klugman et Lee Sternthal, dans lequel il interprète un jeune écrivain en quête de gloire, avec Zoe Saldana, est un échec critique et commercial, il se distingue par sa performance dans le drame social The Place Beyond the Pines de Derek Cianfrance, avec Ryan Gosling et Eva Mendes, qui est acclamé par la critique.
Il se fait remarquer ensuite dans la comédie dramatique Happiness Therapy, où il retrouve Robert De Niro et participe à la production. Il donne la réplique à Jennifer Lawrence, pour la première fois. Sa prestation lui vaut sa première nomination à l'Oscar du meilleur acteur.
En 2013, il joue une dernière fois dans Very Bad Trip 3 et tourne de nouveau sous la direction de David O. Russell pour la comédie dramatique American Bluff, dans lequel il incarne un agent du FBI qui contraint deux escrocs à piéger des hommes politiques pour corruption. Inspiré d'une histoire vraie, American Bluff est à la fois un succès critique et commercial, et lui vaut une seconde nomination aux Oscars, cette fois-ci pour l'Oscar du meilleur acteur dans un second rôle et au Golden Globe dans la même catégorie. Il s'agit aussi de son quatrième travail en tant que producteur exécutif. La même année, l'acteur devient la nouvelle égérie de la marque commerciale de crème glacée Häagen-Dazs,.
En 2014, Bradley Cooper devient le troisième acteur le mieux payé au monde avec un revenu annuel estimé à 46 millions de dollars selon le classement établi par le magazine Forbes.
La même année, il prête sa voix au personnage de Rocket Raccoon dans le blockbuster Les Gardiens de la Galaxie, produit par Marvel Studios, et retrouve Jennifer Lawrence dans le drame Serena.
Ce dernier est néanmoins mal reçu par la critique et voit sa sortie en salles limitée.
À la fin de l'année 2014, il tient le rôle du tireur d'élite Chris Kyle dans le film de guerre American Sniper, de Clint Eastwood. Le film est un succès commercial, particulièrement aux États-Unis et sa prestation lui vaut sa seconde nomination à l'Oscar du meilleur acteur. Il est également producteur du film.

### Depuis 2015

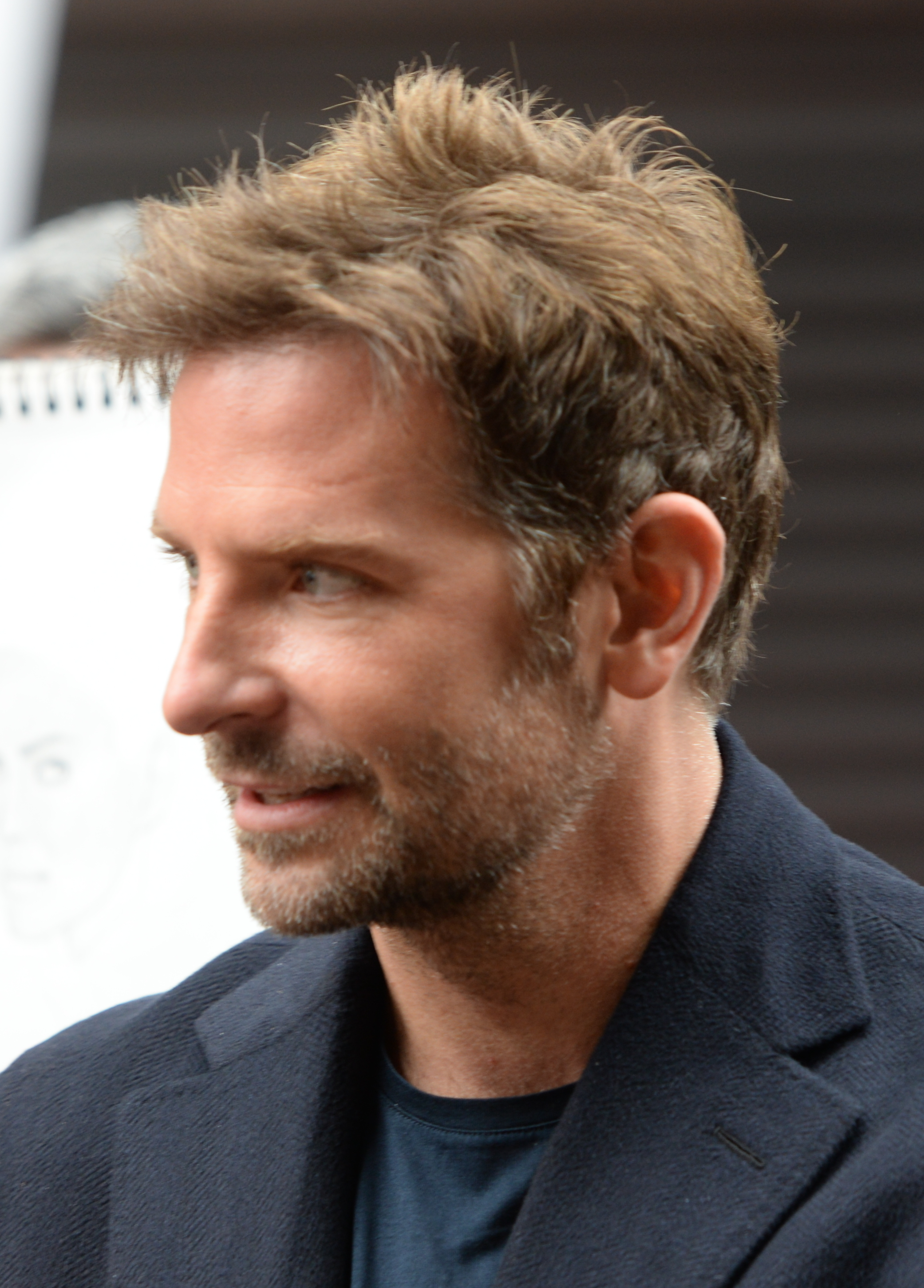
Bradley Cooper à la première de A Star Is Born au festival international du film de Toronto 2018.

L'année 2015 débute avec l'échec critique et commercial de Welcome Back (Aloha) de Cameron Crowe, comédie dramatique où il joue aux côtés d'Emma Stone et Rachel McAdams.
Le film voit sa sortie en France annulée et est finalement diffusé sur Netflix. Il est ensuite la tête d'affiche de la comédie dramatique À vif ! de John Wells, dans laquelle il joue un chef de cuisine ambitieux et incontrôlable. Il y retrouve sa partenaire d’American Sniper, Sienna Miller, et donne la réplique à Omar Sy. Le film est cependant un échec critique et une déception commerciale.
La fin de l'année est marquée par sa troisième collaboration avec le cinéaste David O. Russell et l'acteur Robert De Niro, et sa quatrième avec l'actrice Jennifer Lawrence dans le biopic Joy. Ce long-métrage rencontre un accueil critique modéré et un succès commercial relativement inférieur en comparaison des précédentes collaborations. Enfin, il retrouve l'équipe de Wet Hot American Summer avec notamment Amy Poehler, Paul Rudd, ou encore Elizabeth Banks, pour une préquelle sous forme de série télévisée intitulée Wet Hot American Summer: First Day of Camp et diffusée exclusivement sur la plateforme Netflix.
Bradley Cooper se fait ensuite plus discret. Il se concentre d'abord sur son travail de producteur exécutif, en lançant la série télévisée Limitless adaptée du film du même nom, dans laquelle il reprend exceptionnellement son rôle durant quatre épisodes. La série est cependant annulée en 2016 par la chaîne CBS, au bout d'une saison.
Il revient plus tard pour prêter sa voix dans deux franchises : pour le thriller psychologique 10 Cloverfield Lane de Dan Trachtenberg, où il prête sa voix à Ben le temps d'une courte scène, et pour les deux blockbusters Marvel Les Gardiens de la Galaxie Vol. 2 et Avengers: Infinity War, dans lesquels il reprend son personnage Rocket Raccoon.
En 2016, il produit aussi la comédie noire War Dogs, de Todd Phillips, où il tient même un petit rôle.
L'année 2018 marque son retour : il passe à la réalisation avec A Star Is Born, drame dans lequel il joue aussi le rôle principal, aux côtés de la chanteuse Lady Gaga.
Dans ce film musical, Bradley Cooper a appris à chanter et jouer de la guitare. Afin de mener à terme ce projet, il a dû refuser de revenir dans la mini-série Wet Hot American Summer: Ten Years Later, mise en ligne durant l'été 2017. Il a donc été remplacé par Adam Scott .
En 2019, il est de nouveau dirigé par Clint Eastwood dans le drame La Mule.
Il réalise son second film intitulé Maestro dans lequel il tient le rôle du chef d'orchestre Leonard Bernstein. Maestro raconte l'histoire d’amour de l'artiste avec sa femme Felicia Montealegre Cohn Bernstein incarnée par l'actrice Carey Mulligan. Pour ce film, disponible sur la plateforme Netflix depuis le 20 décembre 2023, Bradley Cooper porte une prothèse nasale.
Il réalise ensuite son troisième long métrage, la comédie Is This Thing On?, prévue en 2025.

## Théâtre

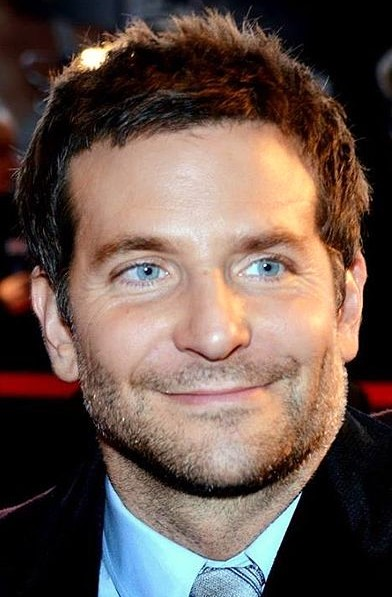
Bradley Cooper en 2014.

En 2006, Bradley Cooper joue à Broadway dans Three Days of Rain, pièce de Richard Greenberg.
En 2014, il joue le rôle de Joseph Merrick dit « The Elephant Man », à Broadway. Après seulement six semaines et demie depuis le début des représentations, la pièce rapporte 3,1 millions de dollars selon le magazine The Hollywood Reporter. Présentée du 7 novembre jusqu'au 28 décembre 2014, la pièce The Elephant Man a rapporté plus d'un million de dollars en une semaine d'exploitation et au total 7,1 millions de dollars au Booth Theatre.

## Vie privée
Bradley Cooper a été marié à l'actrice Jennifer Esposito de décembre 2006 à mai 2007.
Il a été en couple avec l'actrice Renée Zellweger entre 2009 et 2011, puis avec Zoe Saldana entre 2011 et 2012. Il a eu une relation avec l'actrice britannique Suki Waterhouse de 2013 à 2015,,.
De mai 2015 à juin 2019, il a vécu avec le mannequin russe Irina Shayk, avec qui il a eu, en 2017, une fille nommée Lea de Seine Shayk Cooper.
En 2018, lors d'une interview pour la promotion de son film A Star Is Born, il révèle dans l'émission de télévision française Quotidien qu'il possède une résidence à Paris.
Il est également ambassadeur de la marque horlogère International Watch Company : sa montre portée, lors de la cérémonie des Oscars 2018, a été vendue aux enchères au profit de la Fondation Antoine de Saint-Exupéry pour la Jeunesse et de l'Association Arrimage - Edition Claude Garrandes, pour l'organisation d'ateliers pédagogiques et artistiques pour mal et non-voyants.
En juin 2022, il s'exprime sur ses anciennes addictions, notamment à l'alcool et la cocaïne.
En juillet 2022, le magazine américain « Page Six » révèle sa relation avec Huma Abedin, une conseillère politique américaine notamment connue pour avoir été l’assistante personnelle d’Hillary Clinton durant sa campagne aux primaires démocrates de 2008.
Depuis octobre 2023, il fréquente la mannequin Gigi Hadid,.

## Filmographie

### Acteur

#### Cinéma

##### Années 2000
- 2001 : Wet Hot American Summer de David Wain : Ben
- 2002 : My Little Eye de Marc Evans : Travis Patterson
- 2002 : Irrésiiistible ! de Morgan Klein et Peter Knight : Jeff
- 2002 : Stella Shorts 1998-2002 : Satan / l'homme au cours de yoga
- 2005 : Serial noceurs (Wedding Crashers) de David Dobkin : Zachary « Sack » Lodge
- 2006 : Playboy à saisir (Failure to Launch) de Tom Dey : Demo
- 2007 : The Comebacks de Tom Brady : le cowboy
- 2008 : The Rocker de Peter Cattaneo : Trash
- 2008 : Midnight Meat Train de Ryūhei Kitamura : Leon Kauffman
- 2008 : Yes Man de Peyton Reed : Peter
- 2008 : Older than America (en) de Georgina Lightning : Luke
- 2008 : Bang Blow and Stroke (court métrage) de Brian Spitz : Trash
- 2009 : Ce que pensent les hommes (He's Just Not That Into You) de Ken Kwapis : Ben
- 2009 : Le Cas 39 (Case 39) de Christian Alvart : Douglas J. Ames
- 2009 : All About Steve de Phil Traill : Steve Gunders
- 2009 : New York, I Love You d'Allen Hughes : Gus Cooper (segment Allen Hughes)
- 2009 : Very Bad Trip (The Hangover) de Todd Phillips : Phil Wenneck

##### Années 2010

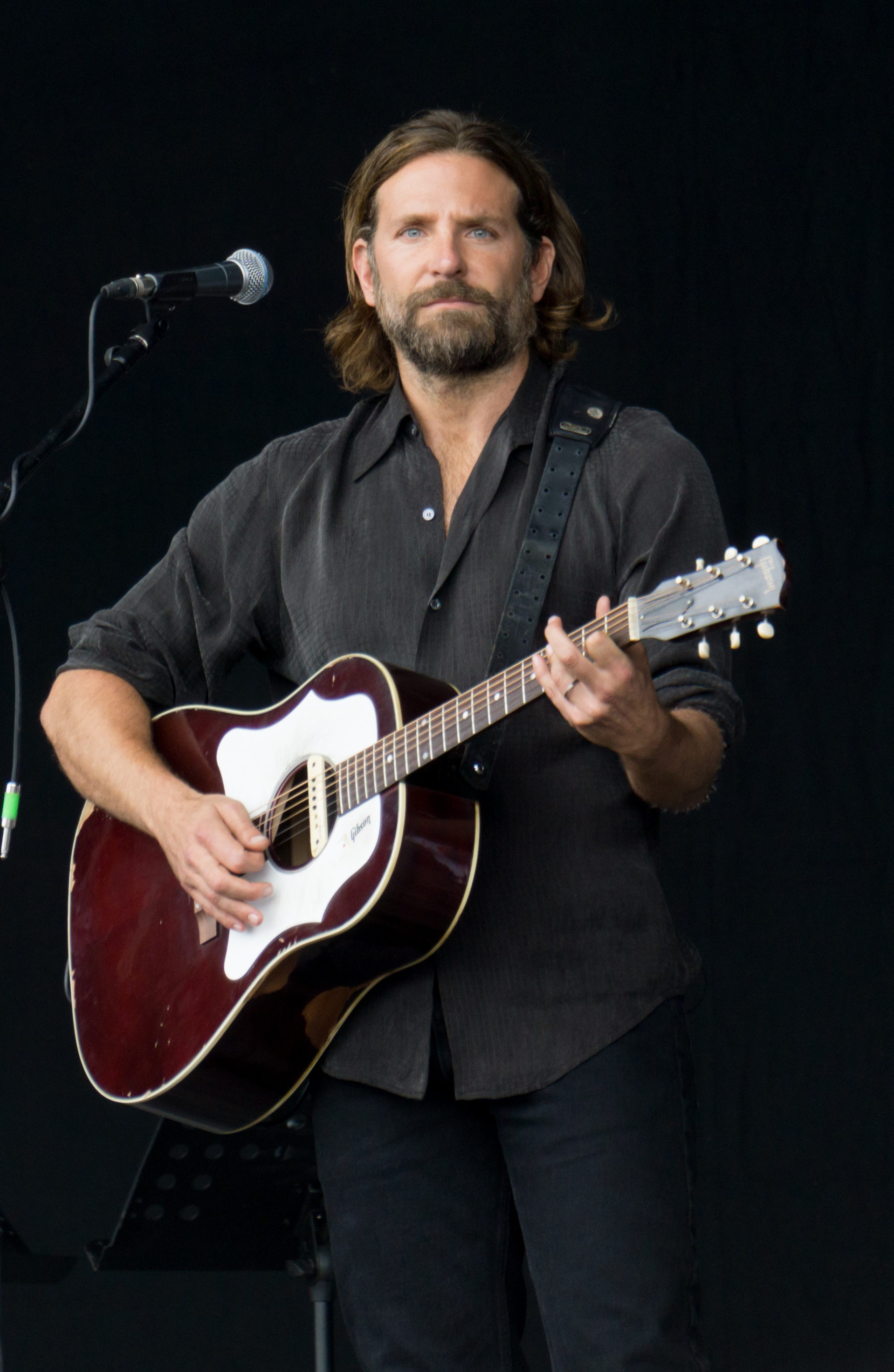
Bradley Cooper lors du tournage A Star Is Born en 2017.

- 2010 : Valentine's Day de Garry Marshall : Holden Bristow
- 2010 : L'Agence tous risques (The A-Team) de Joe Carnahan : Lieutenant Templeton Peck alias « Futé »
- 2010 : Brother's Justice (en) de David Palmer et Dax Shepard : lui-même / Dwight Sage
- 2011 : Very Bad Trip 2 (The Hangover Part II) de Todd Phillips : Phil Wenneck
- 2011 : Limitless de Neil Burger : Eddie Morra
- 2011 : Kaylien (court métrage) de Zoe Saldana : le père
- 2012 : Hit and Run de Dax Shepard : Alex D'mitri
- 2012 : The Words de Brian Klugman et Lee Sternthal : Rory Jansen
- 2012 : Happiness Therapy (Silver Linings Playbook) de David O. Russell : Pat Solitano
- 2012 : The Place Beyond the Pines de Derek Cianfrance : Avery Cross
- 2013 : Very Bad Trip 3 (The Hangover Part III) de Todd Phillips : Phil Wenneck
- 2013 : Making a Scene (court métrage) de Janusz Kamiński : l'homme
- 2013 : American Bluff (American Hustle) de David O. Russell : Richie DiMaso
- 2014 : Les Gardiens de la Galaxie (Guardians of the Galaxy) de James Gunn : Rocket (voix)
- 2014 : Serena de Susanne Bier : George Pemperton
- 2014 : American Sniper de Clint Eastwood : Chris Kyle
- 2015 : Welcome Back (Aloha) de Cameron Crowe : Brian Gilcrest
- 2015 : À vif ! (Burnt) de John Wells : Adam Jones
- 2015 : Joy de David O. Russell : Neil Walker
- 2015 : Baby, Baby, Baby de Brian Klugman : Karl
- 2016 : 10 Cloverfield Lane de Dan Trachtenberg : Ben (voix)
- 2016 : War Dogs de Todd Phillips : Henry Girard
- 2017 : Les Gardiens de la Galaxie Vol. 2 (Guardians of the Galaxy vol. 2) de James Gunn : Rocket (voix)
- 2018 : Avengers: Infinity War d'Anthony et Joe Russo : Rocket (voix)
- 2018 : A Star Is Born de lui-même : Jackson Maine
- 2018 : La Mule (The Mule) de Clint Eastwood : Colin Bates
- 2019 : Avengers: Endgame d'Anthony et Joe Russo : Rocket (voix)

##### Années 2020
- 2021 : Licorice Pizza de Paul Thomas Anderson : Jon Peters
- 2021 : Nightmare Alley de Guillermo del Toro : Stanton Carlisle
- 2022 : Thor: Love and Thunder de Taika Waititi : Rocket (voix)
- 2023 : Donjons et Dragons : L'Honneur des voleurs (Dungeons & Dragons: Honor Among Thieves) de Jonathan Goldstein et John Francis Daley : Mariamin, l'ex-mari de Holga (caméo)
- 2023 : Les Gardiens de la Galaxie Vol. 3 de James Gunn : Rocket (voix)
- 2023 : Maestro de lui-même : Leonard Bernstein
- 2025 : Superman de James Gunn : Jor-El
- 2025 : Is This Thing On? de lui-même : Arnie

#### Télévision

##### Téléfilms
- 2000 : Wall to Wall Records de Joshua Brand
- 2003 : L'Héritage d'une fille (The Last Cowboy) de Joyce Chopra : Morgan Murphy
- 2004 : Qui veut m'épouser ? (I Want to Marry Ryan Banks) de Sheldon Larry : Todd Doherty
- 2022 : Les Gardiens de la Galaxie : Joyeuses Fêtes (The Guardians of the Galaxy Holiday Special) de James Gunn : Rocket (voix)

##### Séries télévisées
- 1999 : Sex and the City : Jack (1 épisode)
- 2000 : The Street : Clay Hammond (5 épisodes)
- 2001-2006 : Alias : Will Tippin (43 épisodes)
- 2003 : Miss Match : Gary (1 épisode)
- 2004-2005 : Jack et Bobby : Tom Wexler Graham (6 épisodes)
- 2004 : Les Forces du mal : OSC agent Mark Rivers (6 épisodes)
- 2005 : New York, unité spéciale (Law and Order: SVU) : avocat Jason Whitaker (saison 6, épisode 20)
- 2005 : New York, cour de justice (Law and Order: Trial by Jury) : Jason Whitaker (saison 1, épisode 11)
- 2005-2006 : Kitchen Confidential : Jack Bourdain (13 épisodes)
- 2007-2009 : Nip/Tuck : Aidan Stone (6 épisodes)
- 2015 : Wet Hot American Summer: First Day of Camp : Ben (7 épisodes)
- 2015-2016 : Limitless : le sénateur Edward « Eddie » Morra (3 épisodes)
- 2017 : Wet Hot American Summer: Ten Years Later : Ben (1 épisode)
- 2022-2023 : Je s'appelle Groot : Rocket Raccoon (voix - 2 épisodes)
- 2024 : Abbott Elementary : lui-même (saison 3, épisode 6)

- 2025 : The Righteous Gemstones : Elijah Gemstone (saison 4, épisode 1)

### Producteur et producteur délégué
- 2011 : Limitless de Neil Burger
- 2012 : The Words de Brian Klugman et Lee Sternthal
- 2012 : Happiness Therapy de David O. Russell
- 2013 : American Bluff (American Hustle) de David O. Russell
- 2014 : American Sniper de Clint Eastwood
- 2015-2016 : Limitless (série TV) (22 épisodes)
- 2016 : War Dogs de Todd Phillips
- 2018 : A Star Is Born de lui-même
- 2019 : Joker de Todd Phillips
- 2023 : Maestro de lui-même
- 2024 : Joker : Folie à deux  de Todd Phillips

### Réalisateur
- 2018 : A Star Is Born (également coscénariste)
- 2023 : Maestro (également coscénariste)
- 2025 : Is This Thing On? (également coscénariste)

## Publicité
- 2013 : Häagen-Dazs, sur une reprise de la chanson Spoonful d'Etta James par Selah Sue[52].

## Box-office
Les films dans lesquels Bradley Cooper tient un rôle notable ont engrangé 8,4 milliards de $ de recettes mondiales, dont 3,9 milliards de $ aux États-Unis.
| Films                        | Budget        | États-Unis    | France            | Monde           |
| Serial noceurs               | 40 000 000 $  | 209 255 921 $ | 376 223 entrées   | 285 176 741 $   |
| Playboy à saisir             | 50 000 000 $  | 88 715 192 $  | 143 707 entrées   | 128 406 887 $   |
| Midnight Meat Train          | 15 000 000 $  | 83 361 $      | 36 102 entrées    | 3 533 227 $     |
| The Rocker                   | 15 000 000 $  | 6 409 528 $   | 745 entrées       | 8 767 338 $     |
| Yes Man                      | 70 000 000 $  | 97 690 976 $  | 741 742 entrées   | 223 241 637 $   |
| Ce que pensent les hommes    | 25 000 000 $  | 93 953 653 $  | 655 528 entrées   | 178 846 899 $   |
| Very Bad Trip                | 35 000 000 $  | 277 322 503 $ | 2 001 563 entrées | 467 483 912 $   |
| All About Steve              | NC            | 33 862 903 $  | 1 132 entrées     | 40 105 542 $    |
| Valentine's Day              | 52 000 000 $  | 110 485 654 $ | 1 187 409 entrées | 216 485 654 $   |
| L'Agence tous risques        | 110 000 000 $ | 77 222 099 $  | 1 179 449 entrées | 177 238 796 $   |
| Le Cas 39                    | 26 000 000 $  | 13 261 851 $  | NC                | 28 189 979 $    |
| Limitless                    | 27 000 000 $  | 79 249 455 $  | 877 210 entrées   | 161 849 455 $   |
| Very Bad Trip 2              | 80 000 000 $  | 254 464 305 $ | 2 505 081 entrées | 586 764 305 $   |
| Hit and Run                  | 2 000 000 $   | 13 749 300 $  | 86 656 entrées    | 14 453 354 $    |
| The Words                    | 6 000 000 $   | 11 494 838 $  | NC                | 13 231 461 $    |
| Happiness Therapy            | 21 000 000 $  | 132 092 958 $ | 1 069 359 entrées | 236 412 453 $   |
| The Place Beyond the Pines   | 15 000 000 $  | 21 403 519 $  | 676 186 entrées   | 35 485 608 $    |
| Very Bad Trip 3              | 103 000 000 $ | 112 200 072 $ | 1 925 020 entrées | 362 000 072 $   |
| American Bluff               | 40 000 000 $  | 150 117 807 $ | 644 298 entrées   | 251 171 807 $   |
| Les Gardiens de la Galaxie   | 170 000 000 $ | 333 176 600 $ | 2 392 894 entrées | 772 776 600 $   |
| Serena                       | 30 000 000 $  | 176 305 $     | 80 465 entrées    | 3 923 662 $     |
| American Sniper              | 58 800 000 $  | 350 126 372 $ | 3 102 636 entrées | 547 126 372 $   |
| Welcome Back                 | 37 000 000 $  | 21 067 116 $  | NC                | 26 250 020 $    |
| A vif !                      | 20 000 000 $  | 13 567 620 $  | 385 069 entrées   | 31 795 923 $    |
| Joy                          | 60 000 000 $  | 56 451 232 $  | 512 726 entrées   | 101 134 059 $   |
| War Dogs                     | 40 000 000 $  | 43 034 523 $  | 513 131 entrées   | 86 234 523 $    |
| Les Gardiens de la Galaxie 2 | 200 000 000 $ | 389 813 101 $ | 3 232 533 entrées | 863 756 051 $   |
| Avengers: Infinity War       | 295 000 000 $ | 678 815 482 $ | 5 141 500 entrées | 2 048 359 754 $ |
| A Star Is Born               | 36 000 000 $  | 210 120 689 $ | 2 006 777 entrées | 434 888 866 $   |
| La Mule                      | 50 000 000 $  | 103 804 407 $ | 1 849 004 entrées | 174 804 407 $   |

## Voix francophones
En version française, Bradley Cooper est dans un premier temps doublé de manière régulière par Damien Boisseau. Ainsi, de 2001 à 2008, il le double notamment dans Alias Les Forces du mal, Jack et Bobby, Nip/Tuck, Kitchen Confidential, Ce que pensent les hommes ou encore New York, I Love You . En parallèle, Guillaume Lebon le double à trois reprises dans Sex and the City, Qui veut m'épouser ? et Serial noceurs tandis qu'il est doublé à titre exceptionnel par Marc Saez dans The Street, Thomas Roditi dans Playboy à saisir, Thibaut Belfodil dans The Rocker et Pierre Tessier dans Midnight Meat Train.
À partir du film Yes Man sorti en 2008, Alexis Victor devient sa voix dans la quasi-intégralité de ses apparitions. Il le retrouve notamment dans la trilogie Very Bad Trip, L'Agence tous risques, Limitless, Happiness Therapy, American Bluff, American Sniper, A Star is Born, La Mule ou encore Nightmare Alley. Alexis Victor le double également dans les doublages tardifs de Wet Hot American Summer et Irrésistible !. Alexis Victor est exceptionnellement remplacé par Sébastien Hébrant dans All About Steve.
En version québécoise, Bradley Cooper est notamment doublé par Philippe Martin, qui est sa voix Monsieur Oui, la trilogie Lendemain de veille, Le Rocker, Les Mots, Arnaque à l'américaine, Brûlé : Un chef sous pression, Joy ou encore Chiens de guerre.
Marc-André Bélanger le double à cinq reprises dans Garçons sans honneur, Laisse tomber, il te mérite pas, La Saint-Valentin, Une étoile est née et La Mule. Enfin, 
il est doublé à deux reprises chacun par Patrice Dubois dans Sans limites et Le Bon Côté des choses, ainsi que par Yves Soutière dans Tout sur Steve et L'Agence tous risques.

## Discographie

### Album studio
- 2018 : A Star Is Born (sorti le 5 octobre 2018)[60]